# 吳匯
吳匯（1412年—？），字會川，江西臨江府新喻縣人，民籍，明朝政治人物。進士出身。

## 生平
江西鄉試第十七名。景泰二年（1451年）辛未科會試第一名，殿試登進士第二甲第一名。

## 家族
曾祖吳惟明。祖父吳雲武。父亲吳一昌。